# 聂毓禅
聂毓禅（1903年—1998年），原名玉蟾，女，直隶（今河北）抚宁人，中国护理学家、护理教育家，曾任中华护理学会会长。